# Vinogradni (Vixesteblíievskaia)
|  | Per a altres significats, vegeu «Vinogradni». |

Vinogradni - Виноградный (rus) és un possiólok del krai de Krasnodar, a Rússia. Es troba a la península de Taman, a la vora septentrional del liman Tsokur, a 38 km a l'oest de Temriuk i a 164 km a l'oest de Krasnodar, la capital.
Pertany a aquest municipi la població de Vixesteblíievskaia.